# Abbásí (jednotka hmotnosti)
Abbásí je stará jednotka hmotnosti v některých islámských zemích. Její hodnota je přibližně 370 g.
Převodní vztahy:
- v Íránu: 1 abbásí = 370 g = 1/8 batmann, též mince,
- v Palestině a Sýrii: 1 abbásí = 370 g = 20 miskál.